# Assassinato de Meredith Kercher
Meredith Susanna Cara Kercher (28 de dezembro de 1985 - 1 de novembro de 2007) era uma estudante britânica em intercâmbio pela Universidade de Leeds, assassinada aos 21 anos em Perugia, Itália. Kercher foi encontrada morta no chão do quarto dela. Quando as impressões digitais manchadas de sangue no local foram identificadas como pertencentes a Rudy Guede, a polícia havia acusado a colega de apartamento americana de Kercher, Amanda Knox, e o namorado italiano dela, Raffaele Sollecito. Os processos subseqüentes de Knox e Sollecito receberam publicidade internacional, com especialistas e juristas forenses tendo uma visão crítica das evidências que apóiam os veredictos de culpa iniciais.

## Rudy Guede
Rudy Hermann Guede (nascido em 26 de dezembro de 1986, Abidjan, Costa do Marfim) tinha 20 anos na época do assassinato. Ele viveu em Perugia desde os cinco anos de idade. Na Itália, Guede foi criado com a ajuda de seus professores, um padre local e outros habitantes da cidade. O pai de Guede retornou à Costa do Marfim em 2004. Guede, então com 17 anos, foi adotado por uma família rica de Perugia. Ele jogou basquete no time juvenil de Perugia na temporada 2004-2005. Guede disse que conheceu dois homens italianos do nível mais baixo da Via della Pergola, enquanto passava as noites na quadra de basquete da Piazza Grimana. Em meados de 2007, sua família adotiva pediu que ele saísse de casa.